# Johann Diedrich von Syberg
Johann Diedrich von Syberg (* 1616; † 19. November 1676) war brandenburgischer Gesandter, Oberst und Droste zu Bochum und Castrop.
Zu seinen Gütern zählte Haus Kliff bei Hattingen. Im Jahre 1668 war Johann Dietrich vom Großen Kurfürsten auch mit dem Schultenhof zu Barop belehnt worden.
Er heiratete dreimal: am 13. April 1648 die Witwe Marie Elisabeth von Calcum genannt Lohausen, geb. von Syberg zu Voerde (1615–1658), am 6. Dezember 1659 Catharina Ursula von Plettenberg († 20. Juni 1671) und am 4. April 1674 Ursula Josina von der Mark, Erbin von Werve, Tochter von Gotthard Friedrich von der Mark, Herr zu Vilgest und Drost von Schwerte.
Die beiden letzten Ehen waren kinderlos geblieben. Von den fünf Kindern aus der ersten Ehe starben zwei Söhne jung. Die älteste Tochter Margarethe Elisabeth (* 25. April 1649) war Stiftsdame zu Fröndenberg und heiratete dann Freiherr Heinrich Johann von Elverfeldt zu Dahlhausen. Die zweite Tochter Anna Christine (* 25. August 1655) war Stiftsdame zu Bedbur und heiratete Jacob Gottfried Mumm von Schwarzenstein († 1681) und 1683 Friedrich Matthias von Syberg zu Kemnade. Der Sohn Friedrich Wilhelm (* 27. Juli 1650) folgte ihm als Herr zu Kliff. Er war Kurbrandenburgischer Obristwachtmeister und starb bereits am 28. Oktober 1681 nach einem tödlichen Duell mit seinem Schwager, bei dem auch seine Schwester Anna Christine zur Witwe wurde. Aus seiner 1674 geschlossenen Ehe mit Sophie Wilhelmine von Eller, Tochter des Wolfgang Ernst von Eller, hatte er einen Sohn, der aber schon 1678 starb. Seine Witwe wurde die Erbin von Haus Kliff.